# Liste der Bodendenkmäler in Kiefersfelden
Auf dieser Seite sind die Bodendenkmäler in der oberbayerischen Gemeinde Kiefersfelden zusammengestellt. Diese Tabelle ist eine Teilliste der Liste der Bodendenkmäler in Bayern. Grundlage ist die Bayerische Denkmalliste, die auf Basis des Bayerischen Denkmalschutzgesetzes vom 1. Oktober 1973 erstmals erstellt wurde und seither durch das Bayerische Landesamt für Denkmalpflege geführt wird. Die folgenden Angaben ersetzen nicht die rechtsverbindliche Auskunft der Denkmalschutzbehörde.

## Bodendenkmäler in Kiefersfelden
| Lage                      | Objekt | Akten-Nr.     | Bild           |
| ------------------------- | --- | ------------- | -------------- |
| (Standort)                | Höhlenburg des hohen Mittelalters (Luegsteinhöhle bzw. Grafenloch).                                                                                           | D-1-8339-0006 | weitere Bilder |
| (Standort)                | Burgstall des Mittelalters. | D-1-8339-0016 |                |
| Friedhofweg 11 (Standort) | Untertägige mittelalterliche und frühneuzeitliche Befunde und Funde im Bereich der katholischen Nebenkirche Heilig Kreuz (alte Pfarrkirche) in Kiefersfelden. | D-1-8339-0022 | weitere Bilder |
| (Standort)                | Wüst gefallenes Mühlenanwesen des Mittelalters und der frühen Neuzeit (Gfallermühle).                                                                         | D-1-8339-0026 | weitere Bilder |